# Wilhelm I al Siciliei
Wilhelm I (în siciliană Gugghiermu lu Malu, în traducere „Wilhelm cel Rău”), (n. 1120, Palermo, Regatul Siciliei – d. 7 mai 1166, Palermo, Regatul Siciliei) a fost cel de al doilea rege al Siciliei, guvernând de la moartea tatălui său, Roger al II-lea al Siciliei din 1154 până la propria sa moarte.
Supranumele de „cel Rău” pare să nu fi fost aplicat pe merit lui Guillaume I și să exprime mai degrabă atitudinea ostilă a cronicarului Hugo Falcandus și a clasei baroniale împotriva regelui.

## Primii ani de viață
Guillaume a fost cel de al patrulea fiu al regelui Roger al II-lea cu prima sa soție, Elvira de Castilia. Pe linie paternă, el era nepotul contelui Roger I de Sicilia, înrudindu-se cu ceilalți membri ai familiei normande Hauteville. El a crescut având puține șanse de a ocupa tronul regal. Însă decesele mai timpurii ale celor trei frați ai săi mai vârstnici, Roger, Tancred și Alfons, petrecute între 1138 și 1148 au schimbat lucrurile, deși atunci când tatăl său a murit, Guillaume încă nu era pregătit să îi preia poziția.

## Domnia

Italia sudică așa cum era la urcarea pe tron a lui Guillaume în 1154.

Odată cu asumarea puterii, Guillaume a menținut sistemul administrativ pe care tatăl său îl impusese în ultimii ani de domnie. Doar englezul Thomas Brun a fost înlăturat, în timp ce cancelarul Maio de Bari a fost promovat. Puterea reală în Regatul Siciliei a fost exercitată la început de acest Maio, un om de origine modestă, al cărui titlu de ammiratus ammiratorum era cea mai înaltă din regat. Maio a continuat politica lui Roger de excludere a nobililor din administrație, el căutând totodată să reducă din libertățile orășenești. Baronii, mereu în stare de iritare față de creșterea puterii regale, au fost îndemnați spre revoltă de papa Adrian al IV-lea, a cărui recunoaștere Guillaume încă nu o obținuse, dar și de împăratul bizantin Manuel I Comnen și de cel occidental Frederic I Barbarossa.
La sfârșitul anului 1155, trupele bizantine au recuperat Bari, Trani, Giovinazzo, Andria, Taranto și au început asediul asupra Brindisi. Debarcând în peninsulă, armata lui Guillaume a zdrobit-o pe cea bizantină atât pe mare (cele 4 vase grecești) cât și pe uscat, la Brindisi (în 28 mai 1156), recucerind Bari. Adrian al IV-lea a început negocierile la Benevento, semnând un tratat (18 iunie), potrivit căruia abandona cauza răsculaților și îl confirma pe Guillaume ca rege. În timpul verii lui 1157, Guillaume a contraatacat Bizanțul pe terenul acestuia, prin trimiterea unei flote de 164 de vase cu 10.000 de oameni, pentru a jefui Eubeea și Almira. În 1158, el a fost de acord să încheie pacea cu bizantinii.
Aceste succese (inclusiv diplomatice) se datorau cel mai probabil lui Maio de Bari; pe de altă parte însă, stăpânirile achiziționate de tatăl său în Africa de Nord erau pierdute în fața Almohazilor, și este posibil ca Maio să fi îndemnat la părăsirea lor, în fața pericolelor care amenințau Regatul Siciliei dinspre nord. În acest context, în 1156, o răscoală a izbucnit în orașul african Sfax, care s-a răspândit rapid, neluându-se nicio măsură pentru reprimarea ei. În 1159, amiralul sicilian Petru a condus un raid asupra Balearelor, deținute pe atunci de către sarazini, în fruntea a 160 de vase. Cu aceeași flotă, el a încercat să elibereze Mahdia de sub asediu, însă s-a retras imediat după angajarea luptei. Petru nu a decăzut din grații, însă nici nu a mai primit sprijin militar pentru a-i ajuta pe creștinii din Mahdia, drept pentru care orașul s-a predat în 11 ianuarie 1160, pynând capăt "imperiului african" visat de Roger al II-lea.
Politica antinobiliară promovată de Maio a condus la o conspirație generală, iar în noiembrie 1160 cancelarul a fost asasinat la Palermo de către influentul Matei Bonello, conducătorul nobililor sicilieni revoltați. Oricum, baronii de multă vreme complotau pentru detronarea lui Guillaume însuși. Dorind ca tronul să beneficieze de puteri reduse, ei îl vedeau pe fiul mai mare al regelui, Roger, devenit între timp duce de Apulia și Calabria ca Roger al IV-lea, ca un posibil înlocuitor al tatălui său.
După asasinarea lui Maio, palatul regal a fost luat cu asalt de către două rude ale lui Guillaume: Simon, fratele său vitreg și fiu ilegitim al lui Roger al II-lea, pe care Guillaume îl deposedase de stăpânirea asupra Principatului de Taranto la începutul domniei sale, și Tancred, conte de Lecce și fiul bastard al fratelui său mai mare, Roger. Regele a fost capturat împreună cu întreaga sa familiei, viața sa fiind cu greu cruțată de către Richard de Mandra, conte de Molise. Cu acea ocazie, Roger a făcut paradă pe străzile din Palermo, anunțând că va fi încoronat în catedrală în numai trei zile.

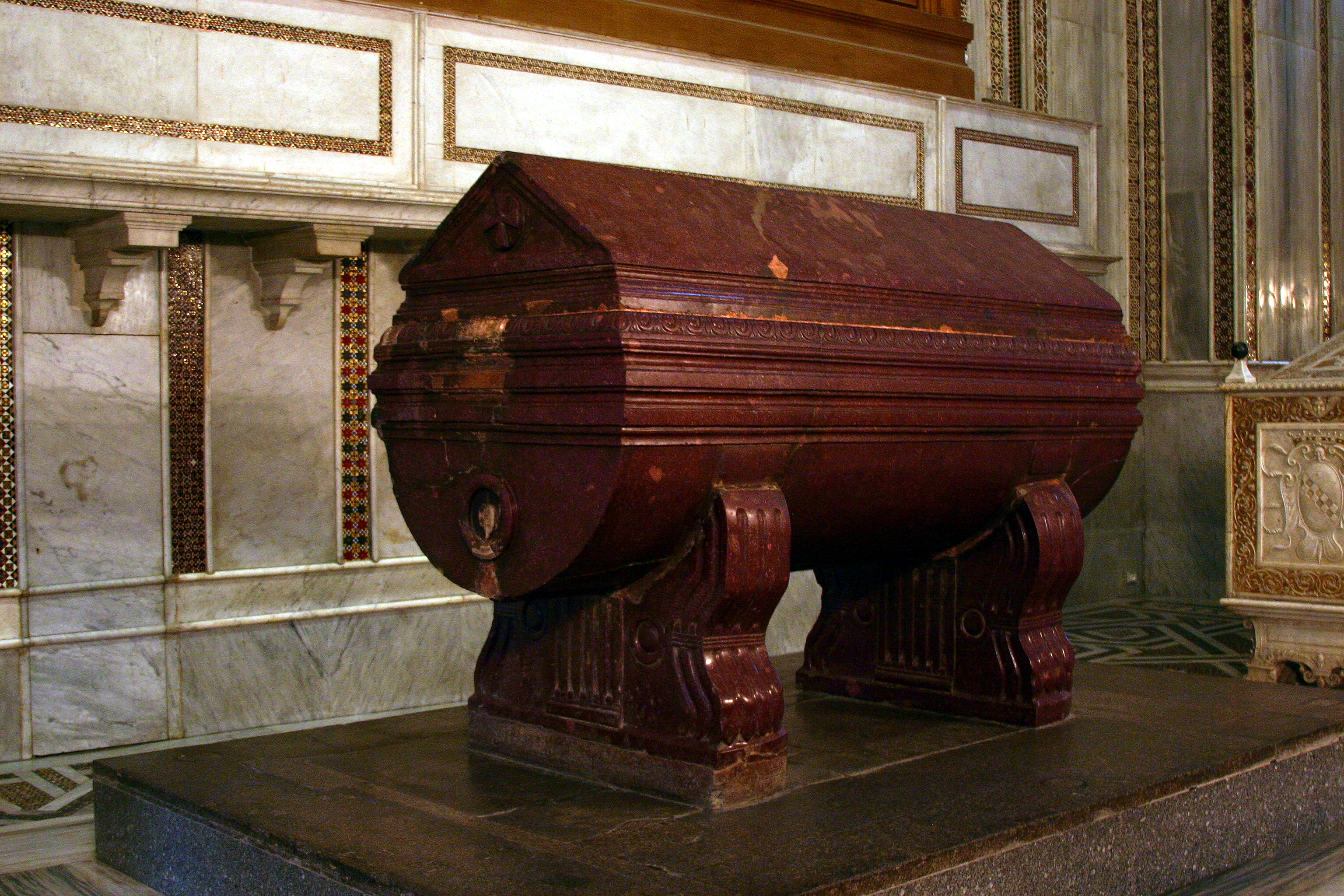
Sarcofagul lui Guillaume.

Pentru o vreme, Guillaume a rămas în mîinile conspiratorilor, care aveau de gând fie să îl asasineze, fie doar să îl depună de pe tron, însă poporul și armata s-au raliat cauzei regelui legitim; el a recâștigat astfel puterea, a zdrobit pe rebelii sicilieni, l-a orbit pe Bonello și, printr-o scurtă campanie, a readus întregul Regno sub conducerea sa, răzbunându-se asupra rebelilor prin incendierea Butera. Din păcate, în timpul asaltului inițial asupra palatului, prin care s-a reușit eliberarea regelui captiv, fiul său Roger a căzut ucis de o săgeată rătăcită (deși Falcandus, mereu gata să pună sub semnul întrebării caracterul lui Guillaume I, consideră că regele i-ar fi pricinuit fiului său o lovitură cauzatoare de moarte).

## Ultimii ani
Eliberat astfel de revoltele feudale, Guillaume a încredințat guvernarea regatului oamenilor crescuți la "școala" lui Maio, creând un fel de triumvirat: marele protonotar, Matei de Ajello; contele Silvestru de Marsico, care și moștenise proprietățile lui Maio; și episcopul Palmer de Siracusa, ales, dar neconsacrat. Acești din urmă ani domniei au decurs în liniște; Guillaume era acum principalul apărător al cauzei papale împotriva Imperiului Romano-German, iar papa Alexandru al III-lea, atunci când a fost instalat în Palatul Lateran în noiembrie 1165, era păzit de o gardă formată din normanzi.
Guillaume a murit în 7 mai 1166 și a fost îngropat în Catedrala din Palermo, deși ulterior va fi mutat în cea din Monreale de către fiul și moștenitorul său, Guillaume al II-lea "cel Bun" atunci când edificarea acesteia s-a încheiat. Cu soția sa, Margareta de Navarra, fiica lui García Ramírez de Navarra, Guillaume a avut patru fii:
1. Roger (n. 1152 – d. 1161), duce de Apulia și Calabria.
2. Robert (n. 1153 – d. 1158), principe de Capua.
3. Guillaume al II-lea al Siciliei (n. 1155 – d. 1189), regele Siciliei.
4. Henric de Capua (n. 1158 – d. 1172), principe de Capua.